# Alfred Goeldel-Bronikowen
Alfred Goeldel-Bronikowen (* 12. März 1882 in Lengainen, Ostpreußen; † unbekannt) war ein deutscher Sportschütze.

## Karriere
Alfred Goeldel-Bronikowen trat bei den Olympischen Spielen 1912 in Stockholm an. Gemeinsam mit seinem Bruder Horst Goeldel-Bronikowen, Albert Preuß, Franz von Zedlitz und Leipe, Erich Graf von Bernstorff-Gyldensteen und Erland Koch gewann er mit der Mannschaft im Trapwettkampf die Bronzemedaille. Im Einzel erkämpfte er sich in der gleichen Disziplin die Silbermedaille.
Bei deutschen Meisterschaften im Zeitraum 1910–1913 erhielt Goeldel drei Mal Bronze.